# Dolichosomatum klatti
Dolichosomatum klatti is een rondwormensoort uit de familie van de Comesomatidae. De wetenschappelijke naam van de soort is voor het eerst geldig gepubliceerd in 1951, door Allgén.